# Neivamyrmex pilosus
Neivamyrmex pilosus (лат.) — вид кочевых муравьёв рода Neivamyrmex из подсемейства Ecitoninae (Formicidae).

## Распространение
Новый Свет: Северная Америка (США, Мексика), Центральная и Южная Америка (Аргентина, Бразилия, Венесуэла, Парагвай, Перу).

## Описание
Длина рабочих около 5 мм. Самцы 12—13 мм. Описаны в 1858 году под первоначальным названием Eciton pilosa. Отличаются сильно выпуклым сверху промезонотумом и задней поверхностью проподеума, которая примерно равна дорсальный поверхности; одноцветной окраской рабочих от коричневой до полностью чёрной. Самцы желтовато-коричневые. Усики рабочих 12-члениковые. Нижнечелюстные щупики 2-члениковые, нижнегубные щупики состоят из 2—3 сегментов. Мандибулы треугольные. Глаза отсутствуют или редуцированы до нескольких фасеток. Оцеллии и усиковые бороздки отсутствуют.  Коготки лапок простые без дополнительных зубцов на вогнутой поверхности. Проподеум округлый, без зубцов. Дыхальца заднегруди расположены в верхнебоковой её части или около средней линии проподеума. Голени средних и задних ног с одной гребенчатой шпорой. Стебелёк между грудкой и брюшком у рабочих состоит из двух члеников. Жало развито.
Ведут кочевой образ жизни. Постоянных гнёзд не имеют, кроме временных бивуаков. 

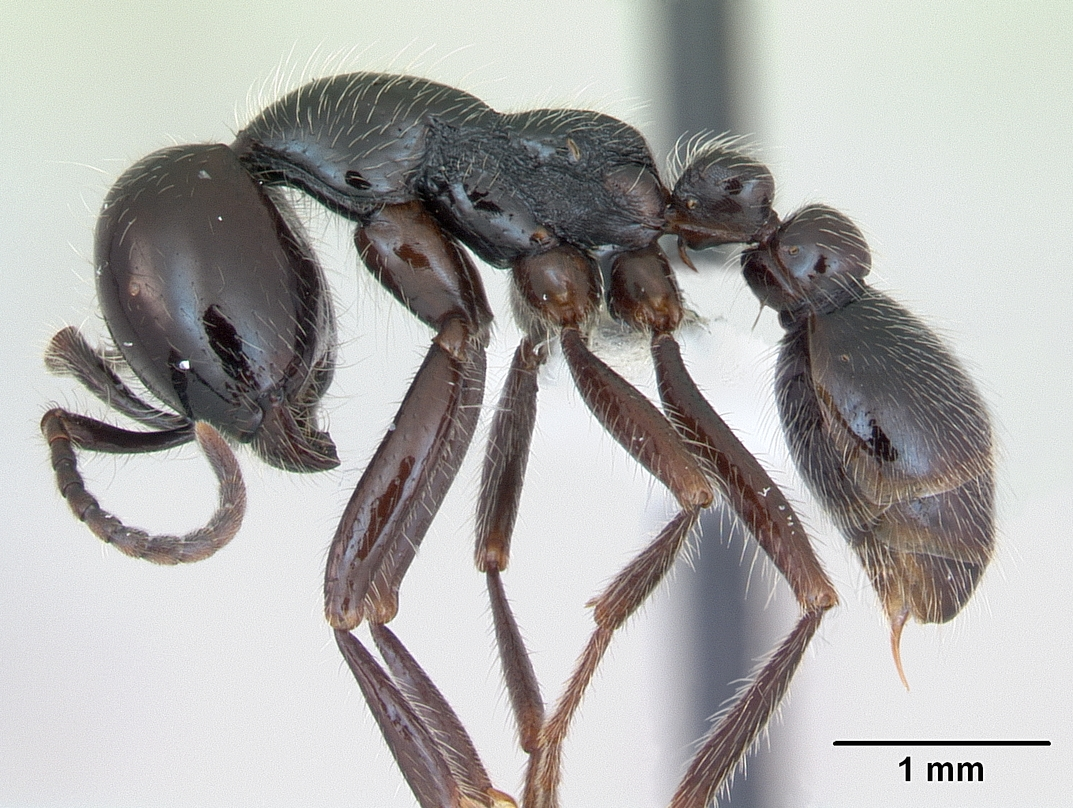
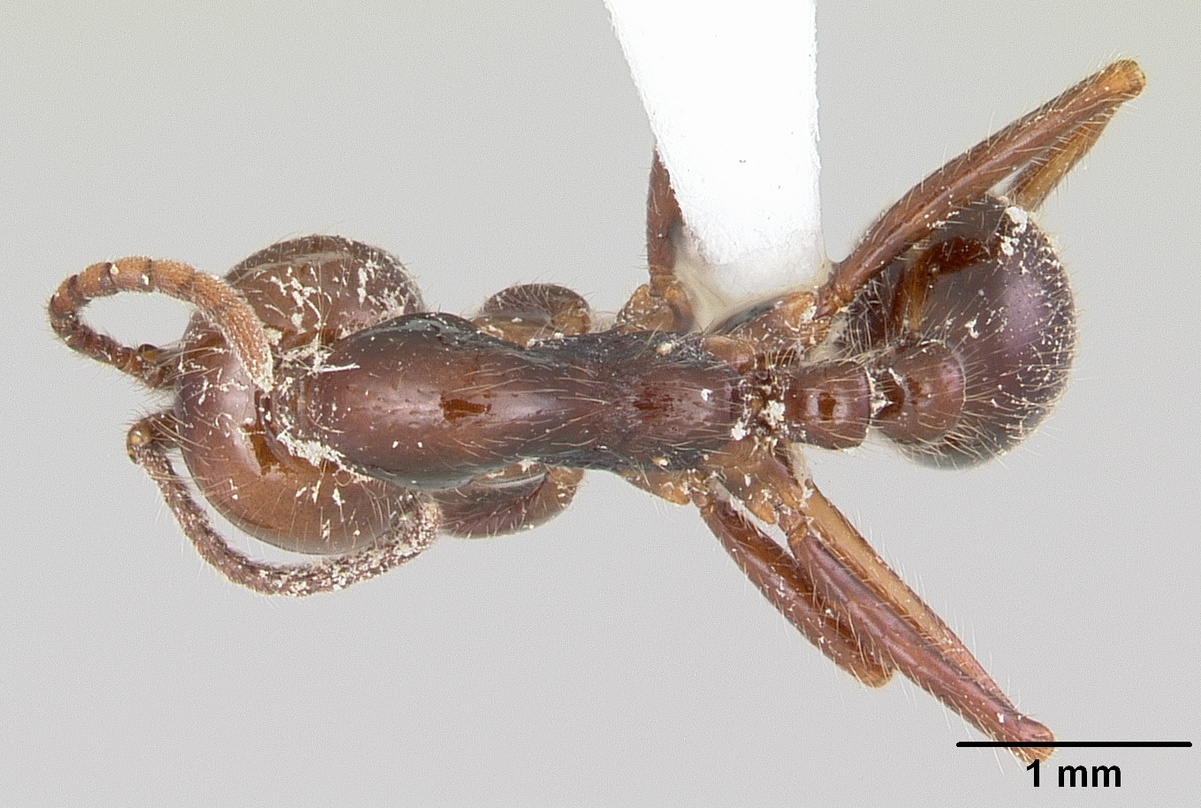
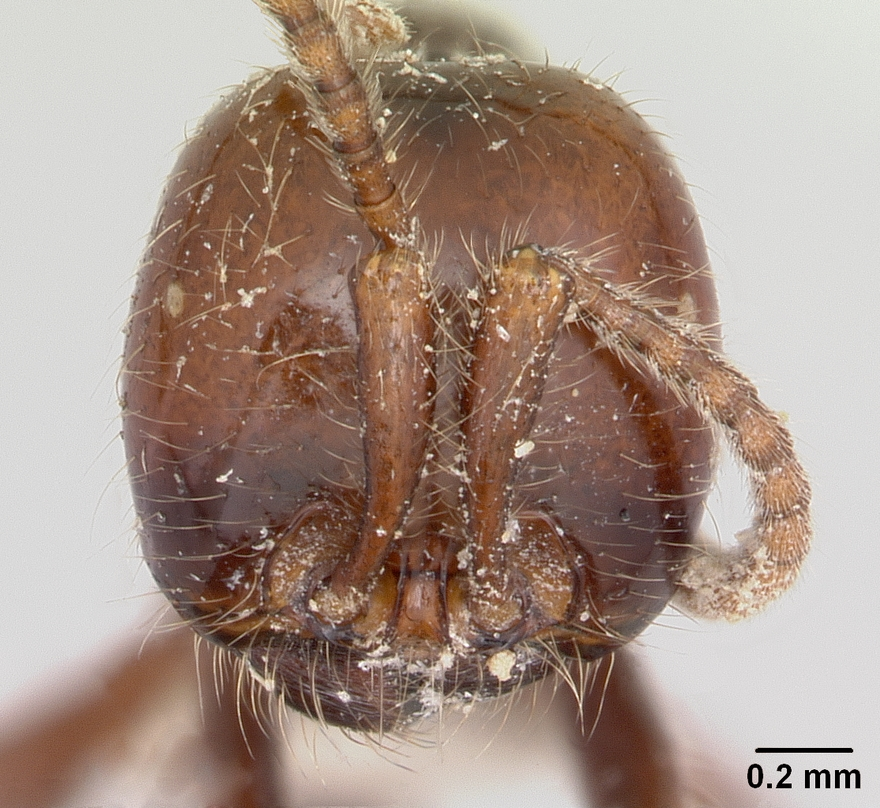